# Rudnik Wielki
Rudnik Wielki est une localité polonaise de la gmina de Kamienica Polska, située dans le powiat de Częstochowa en voïvodie de Silésie.